# Visione (religione)
Nella religione, per visione si intende una comprensione immediata, chiara, diretta e sentita come indubitabile della presenza di Dio o di un fenomeno soprannaturale. 

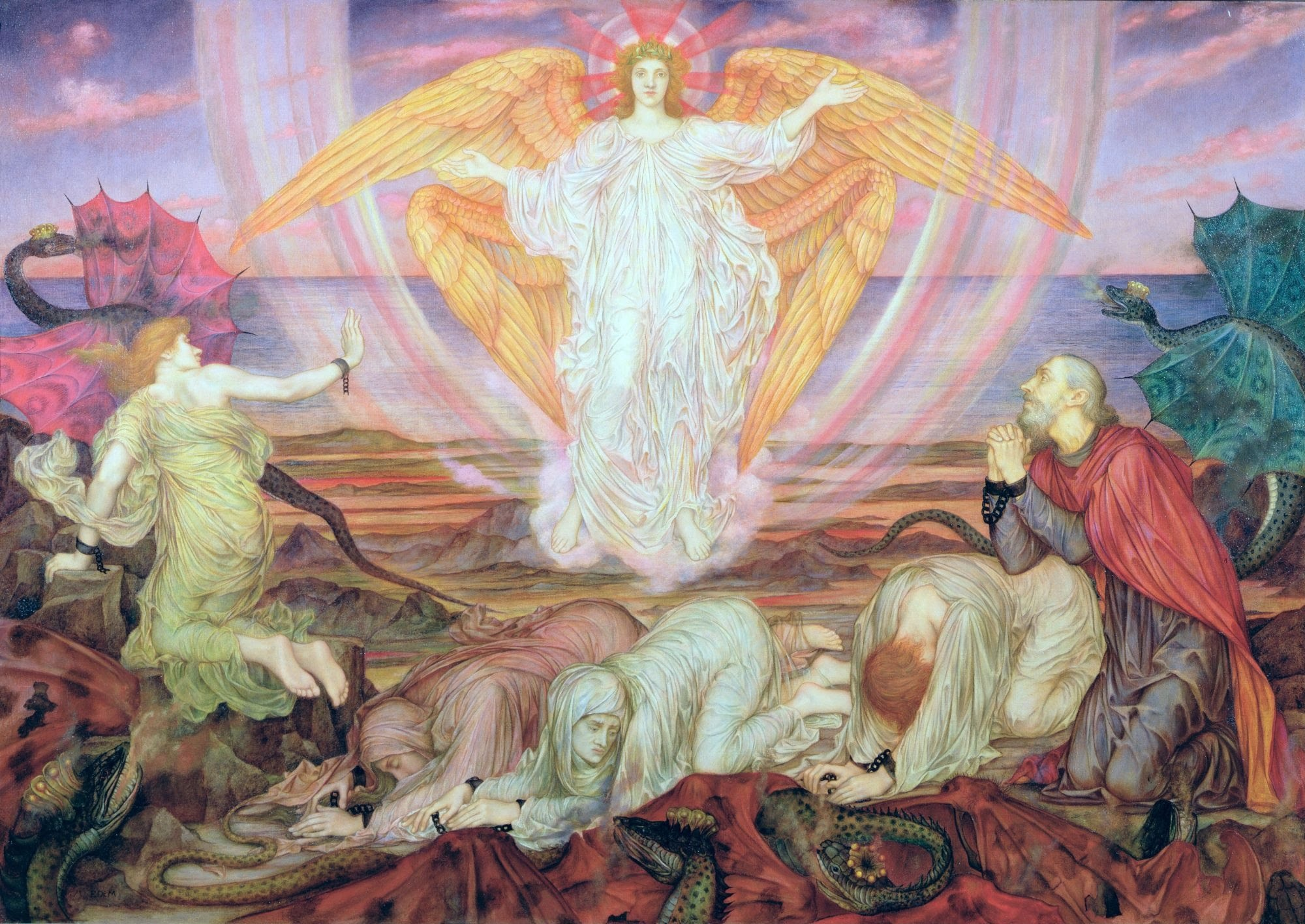
Apparizione di uno spirito angelico al culmine dell'apocalisse in Death of the Dragon, di Evelyn De Morgan (1914)

Di solito, la visione è connessa ad una comunicazione divina diretta alla persona che l'ha sperimentata. Fenomeni di visione sono presenti in tutte le principali religioni.

## Giudaismo
L'Antico Testamento menziona diversi casi di visione, che hanno lo scopo di comunicare un messaggio divino. Queste visioni si verificano mediante l'apparizione di un angelo, di un'iscrizione (come quella comparsa durante il banchetto del re di Babilonia Baldassar), di un personaggio (come il figlio dell'uomo visto dal profeta Daniele) o di oggetti inconsueti, come il roveto ardente visto da Mosè o il carro di fuoco visto dal profeta Ezechiele; non si verifica una visione diretta di Dio.

## Cristianesimo

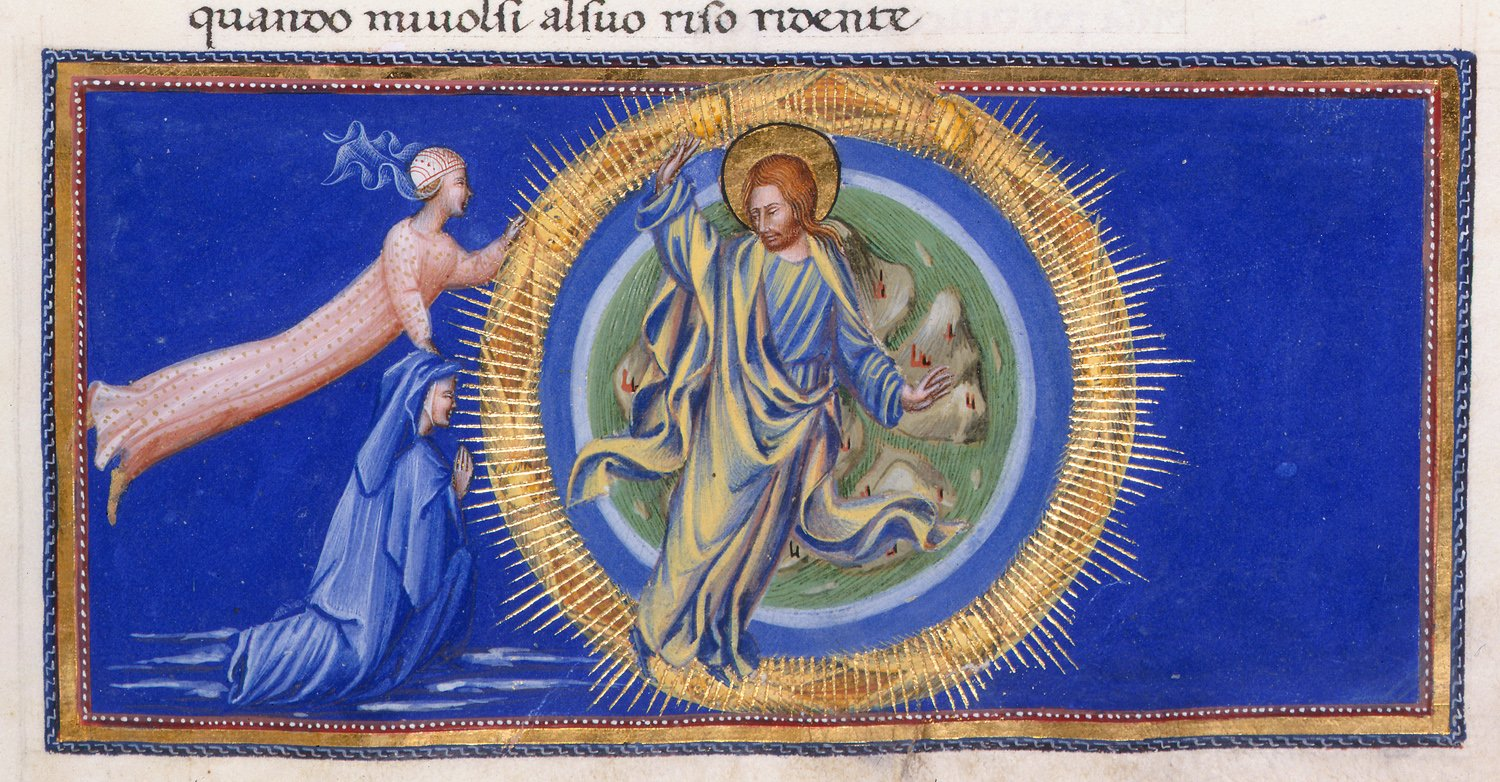
Visione di Dante e Beatrice del Cristo redentore, illustrazione di Giovanni di Paolo al canto XVII del Paradiso.

Anche nel Nuovo Testamento sono menzionati casi di apparizioni e visioni; tra queste, vi sono l'apparizione della colomba raffigurante lo Spirito Santo durante il battesimo di Gesù, la visione di Mosè e del profeta Elia che ebbero gli apostoli durante la trasfigurazione di Gesù sul monte Tabor e la visione che ebbe San Paolo durante il suo viaggio da Gerusalemme a Damasco.

### Mistica cristiana

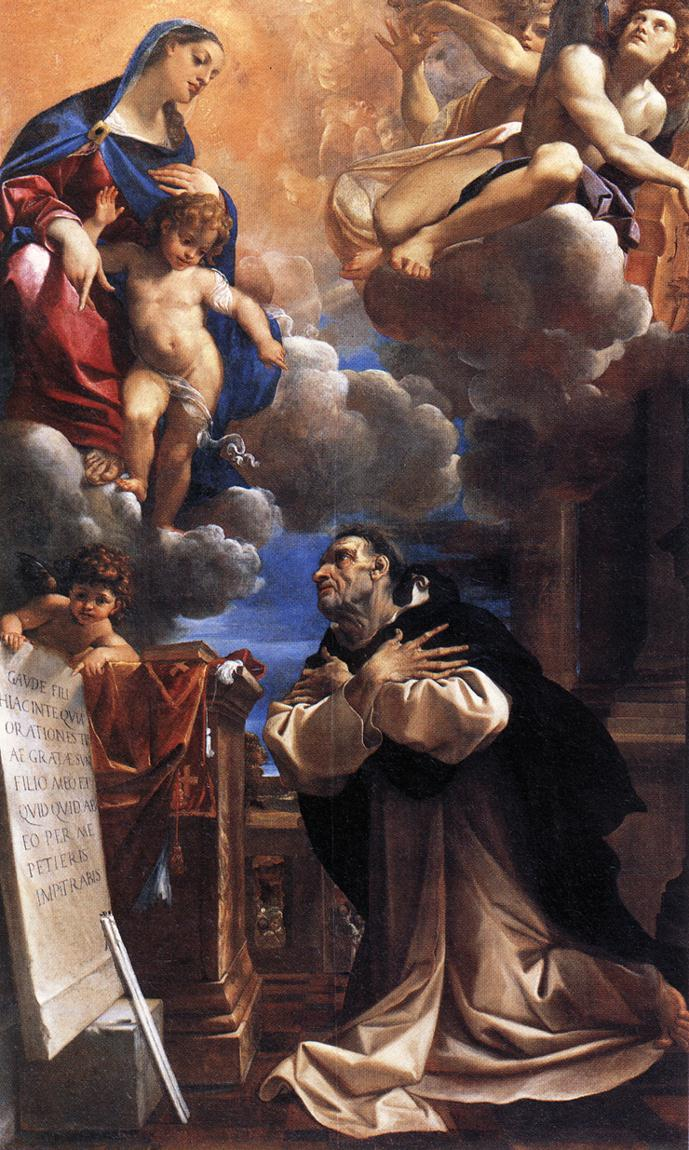
Apparizione della Vergine col Bambino a San Giacinto Odrovaz, dipinto di Lodovico Carracci (1594)

Sant'Agostino distingue tre tipi di visione: corporea, spirituale (detta anche immaginaria) ed intellettuale. 
- visione corporea o apparizione: si ha quando attraverso un organo di senso (la vista) si vede un essere spirituale (normalmente invisibile agli esseri umani) sotto forma corporea. Questo tipo di visione può riguardare un angelo, Gesù, la Madonna o un santo.
- visione immaginaria o spirituale: si ha la percezione di un'immagine non attraverso i sensi, ma per mezzo dell'immaginazione, attraverso l'occhio interiore. Si tratta di un'illuminazione soprannaturale, fatta di una luce non fisica, grazie a cui la persona che ha ricevuto l'immagine può riuscire a capire che cosa essa significhi.
- visione intellettuale: si ha quando si riceve un'illuminazione di natura intuitiva che permette di comprendere un mistero riguardante un aspetto della fede o di Dio. Questo tipo di visione avviene attraverso la facoltà dell'intelletto, senza alcuna immagine percepita attraverso i sensi o generata dall'immaginazione. La visione intellettuale avviene di solito durante i fenomeni di estasi ed è considerata uno dei più alti gradi delle visioni mistiche.

Gregorio di Nissa ha invece accennato al tema della visione beatifica, concetto poi approfondito da altri teologi. Per visione beatifica (chiamata da alcuni "visione intuitiva") si intende l'esperienza diretta e gioiosa della presenza di Dio; essa si differenzia dalla normale comprensione di Dio, che è indiretta e avviene tramite la preghiera e la meditazione. Per San Tommaso d'Aquino, la visione beatifica oltrepassa sia la ragione che la fede. Secondo il catechismo della Chiesa cattolica, la visione beatifica è un mistero che oltrepassa la capacità di rappresentazione sensibile e la comprensione razionale; essa avviene per volontà di Dio, è gratuita e può anche essere inattesa.
Tra i mistici cristiani che hanno riferito di avere avuto visioni religiose vi sono san Francesco d'Assisi, santa Teresa d'Avila, santa Margherita Maria Alacoque, santa Faustina Kowalska e san Pio da Pietrelcina. Visioni religiose sono state riferite anche al di fuori della Chiesa cattolica, come nel caso di Ellen Gould White, figura di rilievo della Chiesa cristiana avventista del settimo giorno.

## Islam
Secondo la tradizione islamica, Maometto ebbe una visione dell'arcangelo Gabriele in una notte dell'anno 610; durante quella visione, fu esortato a diventare Messaggero di Allah. A questa prima apparizione ne seguirono altre. Maometto non ebbe mai una visione diretta di Dio, che secondo la concezione islamica è invisibile all'uomo, però ebbe esperienze di teopatia, per cui percepiva indirettamente la presenza di Dio e le sue rivelazioni (ad esempio sentendo le rocce e gli alberi che gli parlavano).

## Induismo
All'origine della tradizione religiosa induista si trovano i rishi. Un rishi è un veggente, santo o saggio, che ha avuto una visione in cui gli sono state rivelate verità divine. Tra i rishi più importanti vi sono i "cantori sacri", a cui sono stati rivelati i Veda. In un altro testo sacro, la Bhagavad Gita, nel capitolo 11 si trova una delle più famose visioni divine dell'induismo: Krishna, incarnazione del dio Visnù, permette al suo discepolo Arjuna di vedere in vita la sua forma cosmica e divina.
Nell'induismo, le visioni religiose possono verificarsi anche nelle pratiche spirituali come la meditazione, in cui può verificarsi la visione di dei e dee.

## Altri ambiti

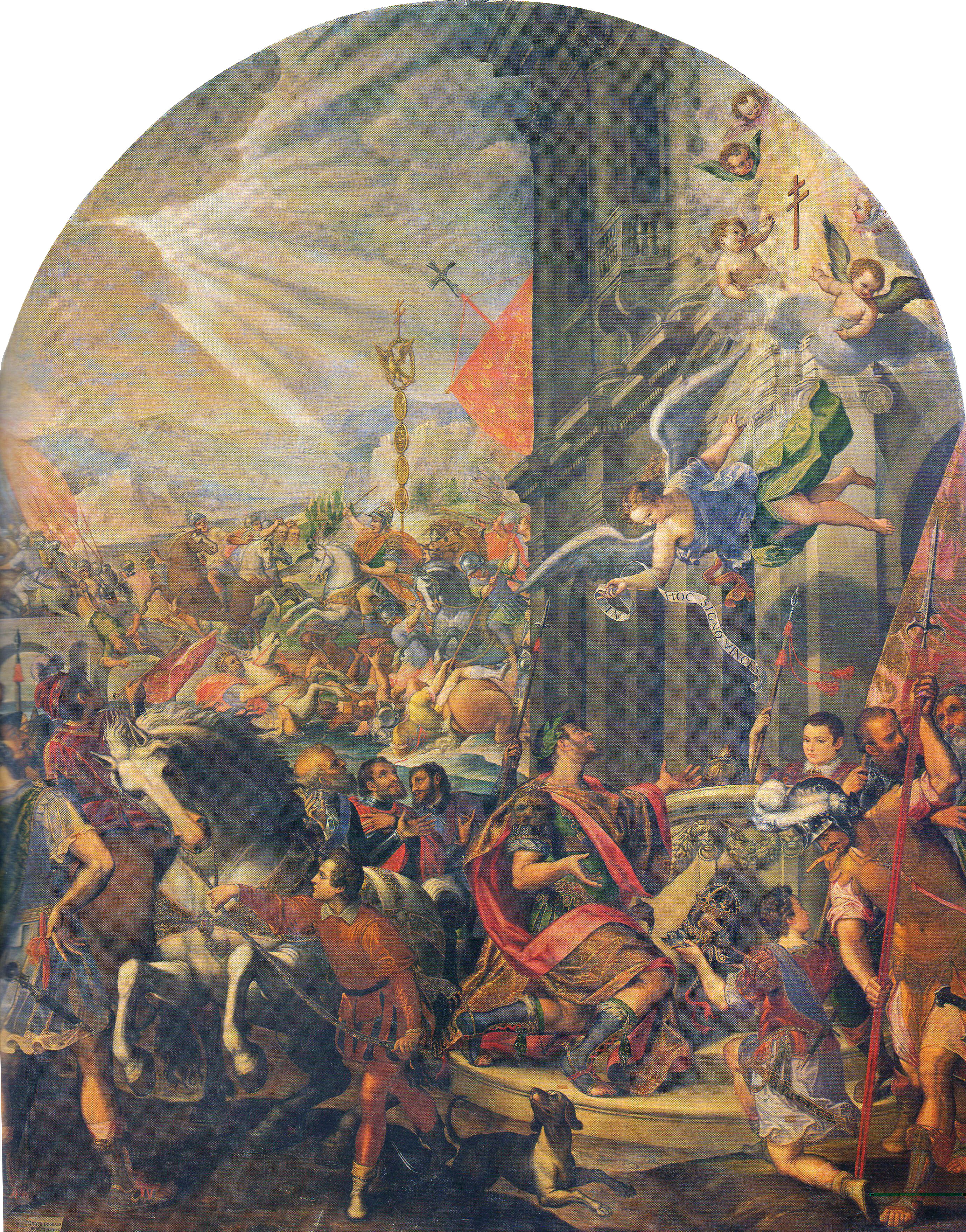
Apparizione della Croce a Costantino, di Grazio Cossali (1606)

Nell'ambito della spiritualità, una visione è qualcosa che viene vista in un sogno oppure in uno stato di trance o di estasi e viene percepita come un'esperienza nell'ambito della religiosità o del soprannaturale. Rispetto ad un comune sogno, le visioni spirituali sono più chiare ed hanno minori connotazioni psicologiche.
Visioni riguardanti il soprannaturale sono state riferite anche fuori dall'ambito delle grandi tradizioni religiose. Emanuel Swedenborg ha affermato di avere avuto visioni dell'al di là, che ha raccontato in alcuni libri. Jacob Böhme ha raccontato di avere avuto visioni che gli hanno rivelato la struttura del mondo, l'unità del cosmo e la sua vocazione nella vita. Ramakrishna ha raccontato varie visioni spirituali in cui vedeva dei e profeti non solo dell'induismo (come Shiva, Kālī e Krishna), ma anche di altre religioni, come Gesù Cristo.